# Championnats panaméricains de cyclo-cross 2024
Navigation
Édition précédente Édition suivante
Les championnats panaméricains de cyclo-cross 2024 se déroulent le 3 novembre 2024, à Missoula dans le Montana, aux États-Unis, sur le même site que la précédente édition.

## Résultats

### Hommes
| Épreuves        | Or              | Argent           | Bronze            |
| --------------- | --------------- | ---------------- | ----------------- |
| Élites          | Eric Brunner    | Curtis White     | Andrew Strohmeyer |
| Moins de 23 ans | Ian Ackert      | Jack Spranger    | Henry Coote       |
| Juniors         | Garrett Beshore | Benjamin Bravman | Emilien Belzile   |

### Femmes
| Épreuves        | Or              | Argent            | Bronze          |
| --------------- | --------------- | ----------------- | --------------- |
| Élites          | Sidney McGill   | Isabella Holmgren | Katie Clouse    |
| Moins de 23 ans | Lauren Zoerner  | Jenaya Francis    | Kaya Musgrave   |
| Juniors         | Alyssa Sarkisov | Rafaëlle Carrier  | Aislin Hallahan |

## Tableau des médailles
| Rang  | Nation     | Or | Argent | Bronze | Total |
| ----- | ---------- | -- | ------ | ------ | ----- |
| 1     | États-Unis | 4  | 3      | 4      | 11    |
| 2     | Canada     | 2  | 3      | 2      | 7     |
| Total | Total      | 6  | 6      | 6      | 18    |